# Klassik Radio AG
Die Klassik Radio AG mit Sitz in Augsburg ist ein börsennotierter Rundfunkbetreiber, der 2004 aus der Euro Media Group AG hervorgegangen ist. Klassik Radio hat mehrere Tochterunternehmen in den Bereichen Hörfunk und Hörfunkwerbung.

## Geschichte
1986 gründete Ulrich R. J. Kubak Radio Fantasy; Sendestart war der 21. März 1987 im Augsburger Hotelturm. 1999 übernahm er von Burda, Spiegel, RTL, Universal, BMG und Christoph Gottschalk die Mehrheit an Klassik Radio (Hamburg).
Im Jahr 2000 wurde die erste Radio-Aktiengesellschaft Deutschlands, die Klassik AG, von Ulrich R. J. Kubak gegründet. Sie übernahm 2001 alle Eigentümeranteile der Klassik Radio GmbH & Co. KG, die 1989 als Radiosender Klassik Radio ins Leben gerufen wurde sowie der Euro Klassik GmbH, die seit 1999 für die Vermarktung von Klassik Radio und FM Radio Network zuständig ist. Am 24. Januar 2001 wurde die Euro Media Group AG als zukünftige Radio-Holding des Konzerns gegründet. Sie übernahm im darauffolgenden Jahr alle Geschäftsanteile der FM Radio Network GmbH von der RTL-Gruppe. Von dieser vollzog Firstnews im Jahr 2004 die Betriebsabspaltung und agiert seitdem als eigenständige Gesellschaft. Firstnews war eine auf Unterhaltungsnachrichten spezialisierte Nachrichtenagentur. In mehreren Transaktionen erlangte die Euro Media Group im Jahr 2004 die wirtschaftliche Eigentümerstellung über alle Anteile an der Klassik AG und damit an Klassik Radio und Euro Klassik.
Im Dezember 2004 firmierte Euro Group Media in Klassik Radio um und ging am 15. Dezember 2004 mit einem Emissionskurs von 6,00 Euro (erster Kurs: 6,05 Euro) an die Börse. Die 4.825.000 nennwertlosen Namensaktien werden seither am geregelten Markt in Frankfurt (General Standard) sowie im Freiverkehr Berlin-Bremen, München und Stuttgart gehandelt. Alleinvorstand Ulrich Kubak hält 2019 67,71 % der inzwischen 4.825.000 Aktien.
Sitz und Hauptverwaltung befinden sich in Augsburg. Seit Februar 2007 ist die Protone Promotion Werbeagentur GmbH eine einhundertprozentige Tochter der AG, nachdem bereits 2006 75 Prozent der Geschäftsanteile durch die Klassik Radio AG erworben wurden. Im März 2008 wurde der 1948 gegründete Hirmer Verlag GmbH über eine Beteiligung an der Kubak Media Beteiligung GmbH übernommen. Laut firmeneigener Ad-hoc-Meldung wurde nach drei Jahren mit Vertrag vom 2. Mai 2011 das Verlagsgeschäft mit Gewinn veräußert, um sich auf das Kerngeschäft Radio zu fokussieren.
Die Verbreitung der Inhalte erfolgt über Kabel, UKW, DAB+ und Streaming. Für das Geschäftsjahr 2011/2012 schüttete die Gesellschaft erstmals eine Dividende in Höhe von 0,10 Euro an seine Aktionäre aus.
Im Februar 2013 erfolgte die Umfirmierung der Protone Promotion Werbeagentur GmbH in die Klassik Radio Direkt GmbH mit den Zweigniederlassungen in Kiel und Dresden.
In der Hauptversammlung am 14. Mai 2014 wird beschlossen, das Geschäftsjahr (bisher 1. Oktober bis 30. September) auf das Kalenderjahr umzustellen. Zum 1. September 2015 wurden schwächere UKW-Lizenzen an die Landesmedienanstalten zurückgegeben, um sich nur noch auf die Ballungsgebiete zu konzentrieren und den Umbau in die Digitalisierung des Musikunternehmens voranzutreiben. Hierzu zählt auch der im Dezember 2017 gestartete Musik-Streamingdienst Klassik Radio Select mit mittlerweile 34 frei verfügbaren Kanälen und mehr als 150 mittels eines Abonnements.
Ende Dezember 2016 wurde die Firstnews Nachrichten verkauft. Bei der Gesellschaft handelt es sich um eine Unterhaltungsnachrichten-Agentur, die täglich Radio-Stationen, Fernsehsender und Online-Redaktionen in Deutschland, Österreich und der Schweiz mit Nachrichten aus der Musik-, Show- und Entertainment-Branche versorgt.
Im März 2017 wird der Sendebetrieb in Südtirol aufgenommen.

## Gesellschaften
Das Unternehmen besteht aus folgenden Tochterunternehmen:

### Euro Klassik
Die Vermarktungsgesellschaft von Klassik Radio betreut Agenturen und vermarktet alle Werbespots, die im Programm von Klassik Radio ausgestrahlt werden. Zudem vertreibt das in Augsburg ansässige Unternehmen alle Merchandise-Produkte im Sortiment des Klassik-Radio-Shops und vermarktet die Konzertreihe des Senders. Mit dem Online-Portal Auszeit verfügt die Gesellschaft über einen weiteren Shop, bei dem Kunden im Rahmen von Auktionen Ersparnisse auf verschiedene Produkte bis zu 50 Prozent erzielen können. Sie hält als 100%ige Tochter (ehemals: KR Holding GmbH) der Klassik Radio AG alle Anteile der Klassik Radio GmbH & Co. KG, Hamburg, der Klassik Radio Geschäftsführungs GmbH, Hamburg, und der Klassik Radio Austria GesmbH, Wien.

### Klassik Radio
Der private Radiosender mit Sendezentrum in Augsburg und Hamburg ist unter den Namen Klassik Radio und Movie Radio als Hörfunkspartensender bekannt und befindet sich als 100%iges Tochterunternehmen der Euro Klassik GmbH, Augsburg, im mittelbaren Anteilsbesitz der Klassik Radio AG.

### Klassik Radio Geschäftsführungsgesellschaft
Die mittelbare Tochtergesellschaft führt als Komplementär die Geschäfte der Klassik Radio GmbH & Co. KG.

### Klassik Radio Austria
Mit zwei UKW-Sendelizenzen in Salzburg und drei Standorten in Innsbruck werden in diesem mittelbaren Tochterunternehmen die Aktivitäten in Österreich gebündelt. Der Aufbau des bundesweiten Multiplexes in Österreich erfolgte in mehreren Phasen und startete im Mai 2019. Durch die Inbetriebnahme der Antennen wurde die terrestrische Verbreitung aller DAB+ Sender aktiviert. Haushalte, die über einen DAB+ Empfänger verfügen, sind daher in der Lage, das Klassik Radio Programm in digitaler Qualität empfangen zu können.

### Klassik Radio Direkt
Der telefonische Direktvertrieb von Klassik Radio mit Sitz in Augsburg hat seinen Schwerpunkt im regionalen Werbemarkt. Seit Juli 2011 sind die ergänzenden Vermarktungsaktivitäten mit der Euro Klassik GmbH und dem Radiosender im Geschäftsbereich Radiosender zusammengefasst. Zuvor firmierte die Werbeagentur, die magazinähnliche Werbesendungen zumeist mit Verbrauchertipps entlang eines Themas erstellte und im Verbund mit mehreren Werbetreibenden „on air“ präsentierte, unter Protone Promotion Werbeagentur GmbH, die zum 1. Januar 2007 mit der Klassik Radio M&A one GmbH verschmolzen wurde. Seit Februar 2013 wurde die Protone Promotion Werbeagentur GmbH in Klassik Radio Direkt GmbH umfirmiert.

### FM Radio Network
Der Radio-Verbund, gegründet von Ulrich Kubak, mit Sitz in Augsburg vermarktet und produziert seit 1989 bundesweit Funk-Sonderwerbeformen. Durch eine Platzierung außerhalb der Werbeblöcke soll damit eine höhere Aufmerksamkeit erzeugt werden. Bekannte Produktionen sind Becker Backstage mit Boris Becker, das Bundesliga Radio mit Franz Beckenbauer, Länder dieser Erde für die Klassik-Radio-Leserreisen, die Gesunde Stunde oder die Klassik Radio Lesezeit.

## Streamingdienst Klassik Radio Select
Am 14. Dezember 2017 startete Klassik Radio einen eigenen Streamingdienst, Klassik Radio Select. Das Angebot kann im Abonnement gegen eine monatliche Gebühr via Smartphone- und Tablet-App für Android- und iOS-basierte Endgeräte sowie als Anwendung für Amazon Echo und als Webplayer-Lösung bezogen werden und weist HD-Qualität auf. Darüber hinaus sind weitere Dienste, wie Sonos, Chromecast und AirPlay integriert. Sender und Inhalte werden durch bekannte Experten wie Opernsänger Rolando Villazón oder Filmmusik-Komponist James Newton Howard zusammengestellt. Neben dem Live-Sender verfügt Klassik Radio Select über mehr als 150 genrespezifische Sender mit Inhalten aus Stilrichtungen wie Klassik, Oper, Filmmusik, Jazz und Lounge. Ebenso befinden sich im Angebot Sender, die auf Stimmungen der Hörerschaft eingehen, beispielsweise Musik zum Entspannen, bei der Arbeit oder für den Sport. Mit Klassik für Kinderspricht Klassik Radio ein jüngeres Publikum an. Basis der musikalischen Sendernhalte ist eine Zusammenarbeit mit den Klassik-Musiklabels Universal Music und Naxos. Mit zusätzlichen Funktionen, wie dem Sleeptimer oder der Funktion „Stimmungen“ kann sich der Hörer passend zu seiner aktuellen Gefühlslage begleiten lassen.

## Webradio
Das Liveprogramm von Klassik Radio kann auch über das Internet via Livestream empfangen werden. Dieses steht kostenfrei mit Werbung oder über das Klassik Radio Select Premium Abonnement ohne Werbung zur Verfügung. Ebenso ist die Wiedergabe beispielsweise über TuneIn und Radio.de möglich. Zur mobilen Wiedergabe wird die kostenlose Klassik Radio Select App für Smartphones und Tablets angeboten. Zusätzlich lassen sich neben dem Liveprogramm des Senders 34 weitere, genrespezifische Sender auswählen, die kostenfrei angeboten werden. Darunter befinden sich Sender für bestimmte Musikgenres wie Filmmusik oder Lounge-Klänge. Den Schwerpunkt bilden Sender, die eine bestimmte Stimmung erzeugen oder untermalen, wie Klassik zum Träumen oder Feel Good Klassik. Auch reine Instrumenten-Sender, etwa Piano, und weitere verschiedenste Gattungen wie Chor oder Musical werden bedient. Healing-Sender befassen sich mit Meditation, Zen und Yoga. Insgesamt gibt es Themen-Sender nach Komponisten geordnet, wie Bach, Mozart oder Beethoven.
Der Sender Klassik meets Rock / Pop spielt klassische Musik, welche Rock neu interpretiert. Es gibt Themen-Sender für jede Situation des Alltags mit dem typischen Klassik Radio Mix aus Klassik, Filmmusik und den New Classics.

## Hörerschaft
Laut Media-Analyse (ma 2024 Radio II) hat Klassik Radio in ganz Deutschland 1,462 Mio. Hörer pro Tag (montags bis freitags). In der Durchschnittsstunde hat der Sender 208.000 Hörer (montags bis freitags), zur Reichweite im weitesten Hörerkreis (WHK) werden 5,939 Mio. Hörer gezählt.

## Auszeichnungen
Die Moderatoren Bettina Zacher und Stephan Heller wurden 2012 bei der dritten Auflage des Deutschen Radiopreises in der Kategorie Beste Programmaktion "Beethoven für Alle" ausgezeichnet. Sie hatten aus 2.432 von Hörern hochgeladenen Stimmen zur Ode an die Freude virtuell einen Chor gemischt. 2018 wurde Thomas Ohrner beim Deutschen Radiopreis als Bester Moderator und die Morgensendung als Beste Sendung nominiert.